# Liberia na Letnich Igrzyskach Paraolimpijskich 2012
Liberię na Letnich Igrzyskach Paraolimpijskich 2012 w Londynie reprezentował 1 zawodnik.
Dla reprezentacji Liberii występ na Letnich Igrzyskach Paraolimpijskich 2012 w Londynie był debiutem w imprezie sportowej tej rangi.

## Kadra

### Podnoszenie ciężarów
Mężczyźni
| Zawodnik     | Konkurencja | Wynik | Poz. |
| ------------ | ----------- | ----- | ---- |
| James Siaffa | -82,5kg     | 190   | 7.   |